# Cerasus rufa
Cerasus rufa là loài thực vật có hoa trong họ Hoa hồng. Loài này được (Hook. f.) T.T. Yu & C.L. Li mô tả khoa học đầu tiên.